# نیو لیبرتی (ایندیانا)
نیو لیبرتی (به انگلیسی: New Liberty) یک منطقهٔ مسکونی در ایالات متحده آمریکا است که در شهرستان واشینگتن، ایندیانا واقع شده‌است. نیو لیبرتی ۲۵۰ متر بالاتر از سطح دریا واقع شده‌است.